# アンジェリカの天使の裏
『アンジェリカの天使の裏』（アンジェリカのてんしのうら）は、2008年5月から7月にかけて、「ソフトフォーカス ポッドキャストラジオ」で配信されたトーク番組である。出演はアンジェリカ。

## 放送内容
アンジェリカが毎回、世の中のさまざまな「裏」を、勝手気ままにお喋りする、というコンセプトで、パーソナリティ本人のトークのみで構成されている。

## 放送リスト
- 第1回 「カバンの中で手をゴソゴソ動かして・・の裏」(2008年5月1日)
- 第2回 「アンジェリカの足の裏」(2008年5月7日)
- 第3回 「寝言で不思議な発言！？・・の裏」(2008年5月15日)
- 第4回 「名前の由来と言い訳・・の裏」(2008年5月23日)
- 第5回 「電車で携帯なくした！！・・の裏」(2008年5月29日)
- 第6回 「薬指が５号！？・・の裏」(2008年6月5日)
- 第7回 「ブランドって温泉宿の浴衣みたい・・の裏」(2008年6月12日)
- 第8回 「商品内容は癒しと笑い・・の裏」(2008年6月19日)
- 第9回 「実は電車オタ・・の裏」(2008年6月26日)
- 第10回 「コイに濡らされた女・・の裏」(2008年7月3日)
- 第11回 「お庭で起きたヘビィな出来事・・の裏」(2008年7月10日)
- 第12回 「浴衣でアーレー！？・・の裏」(2008年7月17日)
- 第13回 「水風呂には気をつけろ！？・・の裏」(2008年7月24日)
- 第14回 「デブ＆ソウル・・の裏」(2008年7月31日)

なお、ポッドキャストによる配信は終了しているが、ダウンロードにより聴取可能である。